# ムスタアリー
アブル＝カースィム・アフマド・ブン・アル＝ムスタンスィル（アラビア語: أبو القاسم أحمد بن المستنصر, ラテン文字転写: Abu'l-Qāsim Aḥmad b. al-Mustanṣir, 1074年9月16日 - 1101年12月12日）、またはラカブ（尊称）でアル＝ムスタアリー・ビッラーフ（アラビア語: المستعلي بالله, ラテン文字転写: al-Mustaʿlī Biʾllāh,「神に育てられし者」の意）は、第9代のファーティマ朝のカリフである（在位：1094年12月29日 - 1101年12月12日）。
カリフのムスタンスィルの恐らく末の息子として生まれたムスタアリーは、義兄にあたるワズィール（宰相）のアル＝アフダル・シャーハンシャーフが主導した事実上のクーデターによってカリフに即位した。これに対し、長兄でムスタンスィルの最有力の後継者候補とみられていたニザールがアレクサンドリアで反乱を起こしたが、敗れて殺害された。この後継者をめぐる混乱はファーティマ朝が信奉するイスマーイール派の分裂を招くことになった。大部分のペルシアとイラクのイスマーイール派の共同体はニザールとその子孫を正当なイマームであると認め、ファーティマ朝との関係を絶つとともにニザール派と呼ばれる独自のイスマーイール派の分派を形成した。
ムスタアリーはその治世を通じてファーティマ朝の事実上の支配者となったアル＝アフダルの従属下に置かれた。ファーティマ朝の中心地であるエジプトではアル＝アフダルの優れた統治によって繁栄が続き、スンニ派を信奉するセルジューク朝の侵攻を許していたシリアでは第1回十字軍の到来による混乱の中で一時的にエルサレムの奪還にも成功した。しかし、シリア北部から南下してきた十字軍によって1099年7月にエルサレムを占領され、その直後に起きたアスカロンの戦いでもアル＝アフダルの率いるファーティマ朝軍が十字軍に敗れた。ファーティマ朝がシリアからの後退を強いられる中、ムスタアリーは1101年12月に死去し、5歳の息子のアーミルが後継者となった。

## 経歴

### 出自と背景

11世紀中頃から12世紀中頃にかけてのファーティマ朝のカリフ（緑色）とイスマーイール派の分裂（ニザール派、タイイブ派、ハーフィズ派）を示した系図

後にムスタアリーのラカブを名乗ってカリフとなるアフマドは、カイロでヒジュラ暦467年ムハッラム月20日（西暦1074年9月16日）もしくはヒジュラ暦468年ムハッラム月18日か20日（西暦1075年9月2日か4日）にファーティマ朝第8代カリフのアル＝ムスタンスィル・ビッラーフ（在位：1036 - 1094年）の恐らく末の息子として生まれた。1060年に生まれたムスタンスィルの別の息子も後のムスタアリーと同じくアブル＝カースィム・アフマドの名前を持っており、後世の史料の中にはムスタアリーの生年をこの息子の生年と混同しているものもいくつか存在する。現代の学者はこの年長の息子がムスタアリーの生まれる前に死亡したため、ムスタアリーにその名前が再び用いられたと推測している。ある史料ではムスタアリーのことを「より年少の」あるいは「最年少の」アブル＝カースィム・アフマドと呼んでいる。
ファーティマ朝は973年以来カイロを首都としてエジプトに基盤を確立していたが、アフマドが誕生した当時は深刻な危機に瀕していた。シリアの大部分はセルジューク朝に奪われ、エジプトではファーティマ朝のトルコ人軍団とアフリカ系黒人軍団の衝突によって中央政府が機能麻痺の状態に陥り、飢饉と政治混乱が広がった。さらにムスタンスィルは無力な傀儡と化して宮殿内で実質的な監禁状態に置かれ、軍閥の指導者のなすがままとなっていた。1074年1月にワズィール（宰相）に就任した将軍のバドル・アル＝ジャマーリーが国内の平和と秩序を取り戻し、セルジューク朝の侵攻を撃退したことでムスタンスィルの命脈と王朝を救ったが、その代償としてムスタンスィルは政府、軍隊、さらには宗教と司法の行政をも含むあらゆる権限をバドルに委譲した。

### 後継者争い

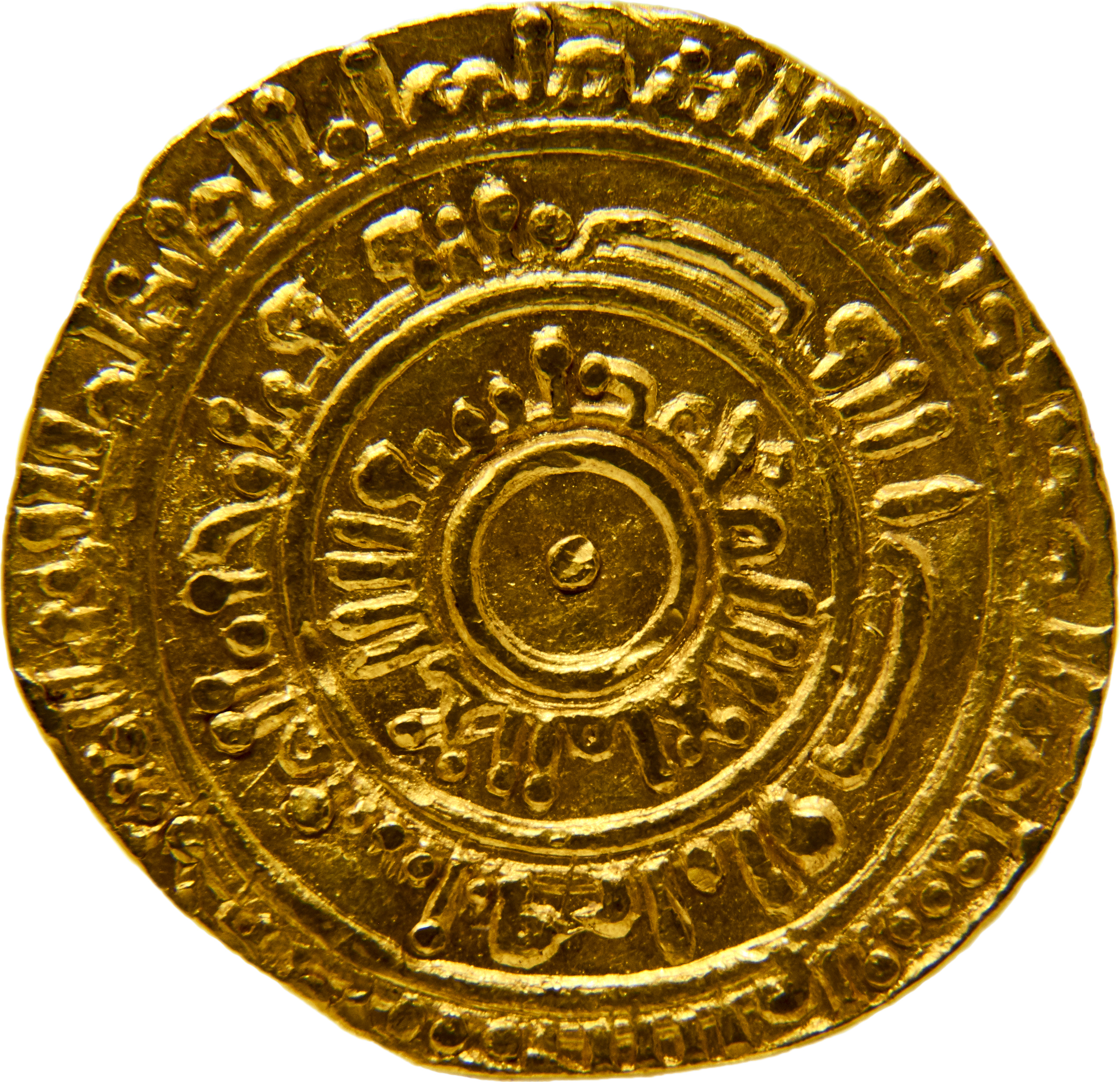
ニザールが短期間イマームとカリフの地位を主張していたヒジュラ暦488年（西暦1095年）にアレクサンドリアで鋳造されたニザールのディナール金貨

アフマドにとって最年長の異母兄にあたるニザール・ブン・アル＝ムスタンスィルは、従来の慣例に従って父の後継者として当時は確実視されていたとみられ、実際に現代の複数の歴史家もしばしばニザールが父の後継者に指名されていたと指摘している。しかし、ムスタンスィルの死の時点までにニザールが正式に後継者として指名されていたという記録はなく、バドル・アル＝ジャマーリーとその息子で後継者のアル＝アフダル・シャーハンシャーフはアフマドの即位を支持した。バドルは1094年6月21日に死去し、これを機に権力を取り戻そうとしたムスタンスィルはバドルの奴隷軍人の一人をワズィールに任命しようとしたが、この任命はバドル配下の軍団から拒絶され、軍団の恫喝に屈したカリフは最終的にアル＝アフダルをワズィールに任命した。また、ムスタンスィルは死の直前にバドルの娘のシット・アル＝ムルクとアフマドの結婚にも同意した。
ムスタンスィルはシーア派の最も重要な祝祭であるイード・アル＝ガディールの日にあたる1094年12月29日に死去した。マムルーク朝時代の歴史家のアル＝マクリーズィーによれば、アル＝アフダルはアフマドを即位させ、アル＝ムスタアリー・ビッラーフ（神に育てられし者）の名とともにカリフの地位を宣言した。そしてムスタンスィルの息子たちの中で最も著名な人物であったと思われるニザール、アブドゥッラー、およびイスマーイールの3人を宮殿に呼び寄せ、弟に忠誠を誓うように求めた。しかし、3人とも父によって後継者に指名されていたと主張して忠誠の宣言を拒否した。アル＝アフダルにとってこのような拒否反応は完全に想定外だったとみられ、兄弟たちの宮殿からの退出を成す術なく許した。その後、アブドゥッラーとイスマーイールは近隣のモスクへ逃げ込み、ニザールは直ちにカイロから逃亡した。さらにムスタンスィルの死を知ったカイロの教宣長官（イスマーイール派の宗教指導者の代表でありダーイーとも呼ばれる）のバラカートがアブドゥッラーをアル＝ムワッファク（神に祝福されし者）の即位名とともにカリフであると宣言した。しかし、アル＝アフダルはすぐに事態の主導権を取り戻し、バラカートは逮捕され（後に処刑された）、アブドゥッラーとイスマーイールは監視下に置かれた末にアフマドを承認した。そして役人の大規模な集会が開かれ、アフマドがイマームでありカリフであるとしてアフマドを歓呼で迎えた。
アフマドの息子で後にカリフとなったアーミル（在位：1101年 - 1130年）は、特にニザール派の主張から父の継承を擁護するために『アル＝ヒダーヤ・アル＝アーミリーヤ』と呼ばれる教書を公布した。この教書の中でアーミルは、かつてムスタンスィルが息子たちを首都の混乱から守るために地方へ送り出した際に、より高い立場にある息子ほどカイロに近い場所へ送り出されたはずであるといったいくつかの議論を展開した。この時アブー・アブドゥッラーがアッコへ、アブル＝カースィム・ムハンマド（後のカリフであるハーフィズ（在位：1132年 - 1149年）の父）がアスカロンへ、ニザールがダミエッタへ送り出されたが、アフマドについては宮殿を離れることさえ許されなかった。
ポール・E・ウォーカーのような現代の歴史家は、息子たちは立場の上下によってではなく保護のためにより遠ざけられたのだとして意図的に曲解された議論であると指摘している。ウォーカーによれば、アブー・アブドゥッラーがバドル・アル＝ジャマーリーの強力な軍隊が駐屯するアッコへ送り出されたのは、むしろ父にとって重要性が高く、父がアブー・アブドゥッラーの安全を確保したいと強く望んでいたことを示している。また、信頼性の高いアル＝マクリーズィーの記録によれば、この出来事は1068年のこととされているため、ウォーカーはカイロに残された未成年の息子はまだ生まれていない将来のムスタアリーではなく、同名の兄を指していることは明らかであると述べている。
他の親ムスタアリー派の伝承では、アフマドの婚礼の宴でムスタンスィルがアフマドを後継者に指名したとされている。また、『アル＝ヒダーヤ・アル＝アーミリーヤ』が公布された際にニザールの同父母の姉妹とされる人物がベールに包まれて登場し、ムスタンスィルが死の床でアフマドを後継者に選び、アフマドの姉妹の一人にこの指名を遺産として残したことを証言したとされている。
ファルハード・ダフタリーなどの現代の歴史家は、これらの話はほぼ間違いなくアフマドの即位を遡及的に正当化しようとする試みであると考えており、アフマドの即位はアル＝アフダルによる事実上のクーデターであったとみなしている。この見方によるならば、アル＝アフダルが義弟のアフマドを選んだのは、父のバドルの後を継いだばかりで自分の立場がまだ不安定だったためである。婚姻関係によってアル＝アフダルと結びつきがあり、カリフへの即位もアル＝アフダルに完全に依存していたアフマドは、ムスタンスィルのように別の人物をワズィールに据えることによってまだ脆弱であったアル＝アフダルの権力を脅かすとは考えにくい従順な傀儡だったであろうと考えられている。

### ニザールの反乱とニザール派の分裂
カイロを脱出してアレクサンドリアに向かったニザールは、現地の総督と民衆の支持を得てアル＝ムスタファー・リッ＝ディーニッラーフ（神の宗教のために選ばれし者）と名乗り、イマームとカリフの地位を宣言した。そしてアレクサンドリアの占領を目指したアル＝アフダルの最初の攻撃を退け、ニザールの軍隊はカイロの郊外まで進撃した。しかし、その後アレクサンドリアまで押し戻され、都市を包囲された末にニザールとその下に留まっていた支持者たちは最終的に降伏を余儀なくされた。これらの者たちはカイロへ連行され、そこでニザールは幽閉された末に死亡した。イエメンの女王アルワー・アッ＝スライヒーに送られたムスタアリーの即位を伝える書簡は公式に流布された事件の内容を伝えている。それによれば、ニザールはムスタンスィルの他の息子たちと同様に当初はムスタアリーのイマームの地位を受け入れ、敬意を払っていたが、欲と嫉妬に駆られて反乱を起こしたとされている。また、アレクサンドリアにおける降伏までの経緯はある程度詳細に記されているが、ニザールの最期については何も触れられていない。
これらの一連の出来事はイスマーイール派の運動において今日に至るまで続く恒久的な分裂を引き起こした。ムスタアリーはファーティマ朝の支配者層とイスマーイール派の公的な教宣組織（ダアワ）、そしてエジプト、シリア、およびイエメンでこれらの指導者の影響下に置かれていたイスマーイール派の共同体からその地位を認められたが、中東のより広範な地域、特にペルシアとイラクの共同体の大半はムスタアリーの即位を認めなかった。ハサン・サッバーフに率いられていたペルシアのイスマーイール派は、強い信念によるものなのか、あるいは都合の良い口実として一連の出来事を利用したのか、理由ははっきりしないものの速やかにニザールを正当なイマームであると認め、カイロとの関係を絶つとともに独立した教宣組織（ダアワ・ジャディーダ）を確立した。これによってイスマーイール派の運動は対立するムスタアリー派（後にさらにタイイブ派とハーフィズ派に分裂）とニザール派の間で恒久的な分裂を見ることになった。少なくともニザールの息子の一人（アル＝フサイン）は1095年に王家の他の人々（ムスタンスィルの別の3人の息子であるムハンマド、イスマーイール、およびターヒルを含む）とともにエジプトからマグリブへ逃れ、そこでカイロの新政権に対抗する亡命勢力を形成した。1162年に至ってニザールの子孫、あるいは子孫であると主張する者たちがファーティマ朝に対する挑戦のために姿を現し、民衆に残り続けていた忠誠心を基盤としながらかなりの数の支持者を呼び込むことができた。

### 治世
ムスタアリーはその治世をアル＝アフダルに対する従属の中で過ごした。13世紀のエジプトの歴史家であるイブン・ムヤッサルは、「アル＝アフダルはワズィールというよりもスルターンや王のように国政を司ったため、ムスタアリーには特筆すべき事蹟がなかった」と記している。アル＝アフダルは公的な儀式においてでさえカリフに取って代わり、ムスタアリーを人目に触れさせず宮殿に閉じ込めていた。
その一方でアル＝アフダルは有能な統治者であり、その優れた統治によってムスタアリーの治世を通じてエジプトの継続的な繁栄を確かなものにした。ムスタアリーは同時代のスンニ派の歴史家であるイブン・アル＝カラーニスィーによってその公正な人格を賞賛されているが、他の中世の歴史家はムスタアリーのシーア派に対する狂信的なまでの宗教的情熱を強調しており、その治世におけるイスマーイール派の教宣活動は非常に活発であったとみられている。また、15世紀のイエメンのタイイブ派の宗教指導者で歴史家のイドリース・イマードゥッディーンは、ムスタアリーとイエメンのイスマーイール派のダアワ（特にアルワー・アッ＝スライヒーと現地のダーイーのヤフヤー・ブン・ラマク・ブン・マーリク・アル＝ハンマーディー）の交流関係について多くの情報を伝えている。

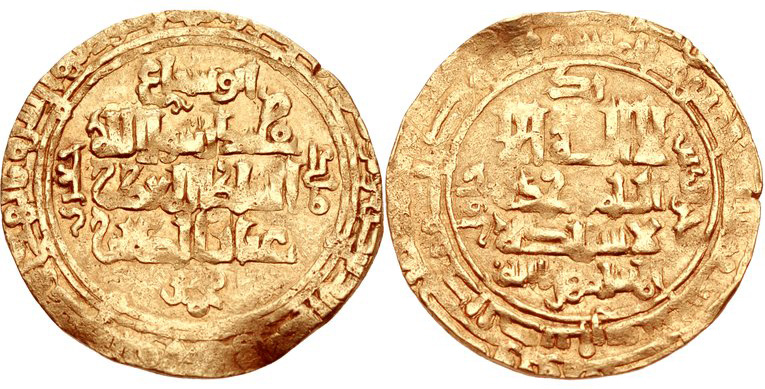
セルジューク朝のスルターンのムハンマド・タパルの名がともに刻まれているヒジュラ暦506年（西暦1112/3年）にカーシャーンで鋳造されたムスタズヒルのディナール金貨

外交面において、ファーティマ朝はスンニ派のセルジューク朝やその支援を受けていたアッバース朝のカリフであるムスタズヒルとの対立の激化に直面した。セルジューク朝はシリアにおける支配地をガザにまで拡大し、一方のアッバース朝は1095年にアリー家の血を引くとするファーティマ朝の主張を虚偽であると宣言した公式文書を発布した。ファーティマ朝は1096年にシリア北部のアパメアを自発的な降伏に導き、1097年2月か3月にはスールの支配を回復するなど、いくつかの成功を収めた。また、アル＝アフダルはダマスクスのシリア・セルジューク朝の支配者であるシャムス・アル＝ムルーク・ドゥカークに敵対していたアレッポを支配する同じシリア・セルジューク朝のファフル・アル＝ムルーク・リドワーンと同盟を結ぼうとした。リドワーンは1097年初頭にムスタアリーの宗主権を認めることに同意し、8月28日にはフトバ（金曜礼拝の説教）をファーティマ朝のカリフの名の下で朗誦させた。しかし、この行動はシリアの他のセルジューク朝の支配者による強い反発を招き、リドワーンは4週間後に撤回を余儀なくされ、ムスタアリーの名によるフトバを取り止めてムスタズヒルの名に変更した。

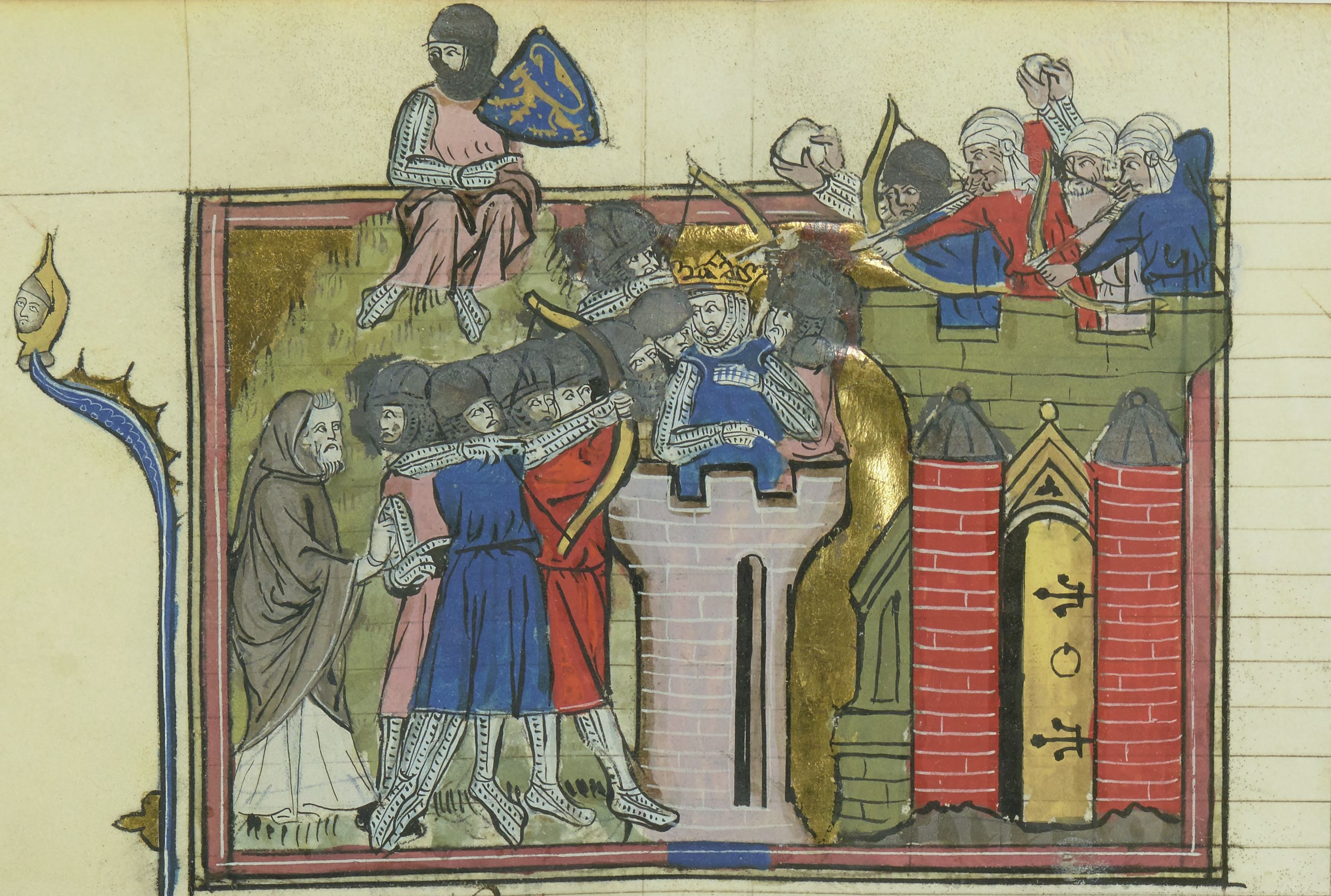
第1回十字軍によるエルサレム攻略を描いた14世紀の細密画

同じ年（1097年）に第1回十字軍がシリアへ侵入し、アンティオキアを包囲した。アル＝アフダルは使節を派遣して十字軍と接触するとともに十字軍に注意が向けられていた状況を利用して1098年7月か8月にエルサレムの支配をアルトゥク朝のトルコ人支配者から奪還した。この出来事はスンニ派の史料においてファーティマ朝が十字軍と共闘したという非難を浴びることになった。13世紀の歴史家のイブン・アル＝アスィールは、ファーティマ朝がすでにエジプトへ侵攻する準備を整えていたセルジューク朝と戦うために十字軍をシリアに招き入れたとさえ主張している。シリアの分割について十字軍との合意に達したと信じていたアル＝アフダルは十字軍が南下してくるとは予想しておらず、その結果、1099年のエルサレムへの侵攻に不意を突かれることになった。結局エルサレムは包囲戦の末に1099年7月15日に占領され、その後、1099年8月12日に起きたアスカロンの戦いでもアル＝アフダルに率いられたファーティマ朝軍が敗北した。そしてその結果として新しい地域内の勢力図が固まった。十字軍の前進の結果、多くのシリアの人々がエジプトへ逃れたが、その影響によって1099年から1100年にかけてエジプトで大規模な食糧難が発生した。

### 死と後継者
ムスタアリーはヒジュラ暦495年サファル月17日（西暦1101年12月12日）に死去した。また、その死に際してアル＝アフダルによって毒殺されたのではないかという噂も流れた。ムスタアリーは3人の幼い息子を残したが、そのうちアル＝アフダルの姉妹との間に生まれた5歳になる長男のマンスールがアル＝アーミル・ビ＝アフカームッラーフのラカブを名乗り、アル＝アフダルの手によって速やかにカリフに即位した。